# Elisoccorso

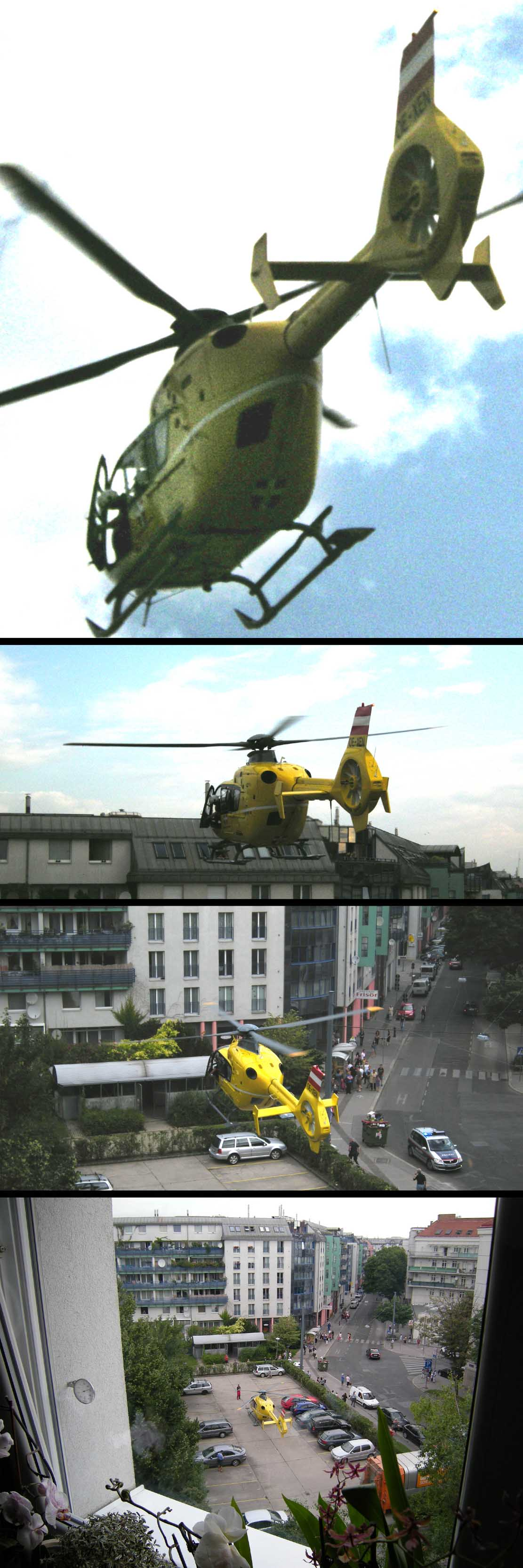
Intervento di elisoccorso a Vienna con atterraggio in un parcheggio.

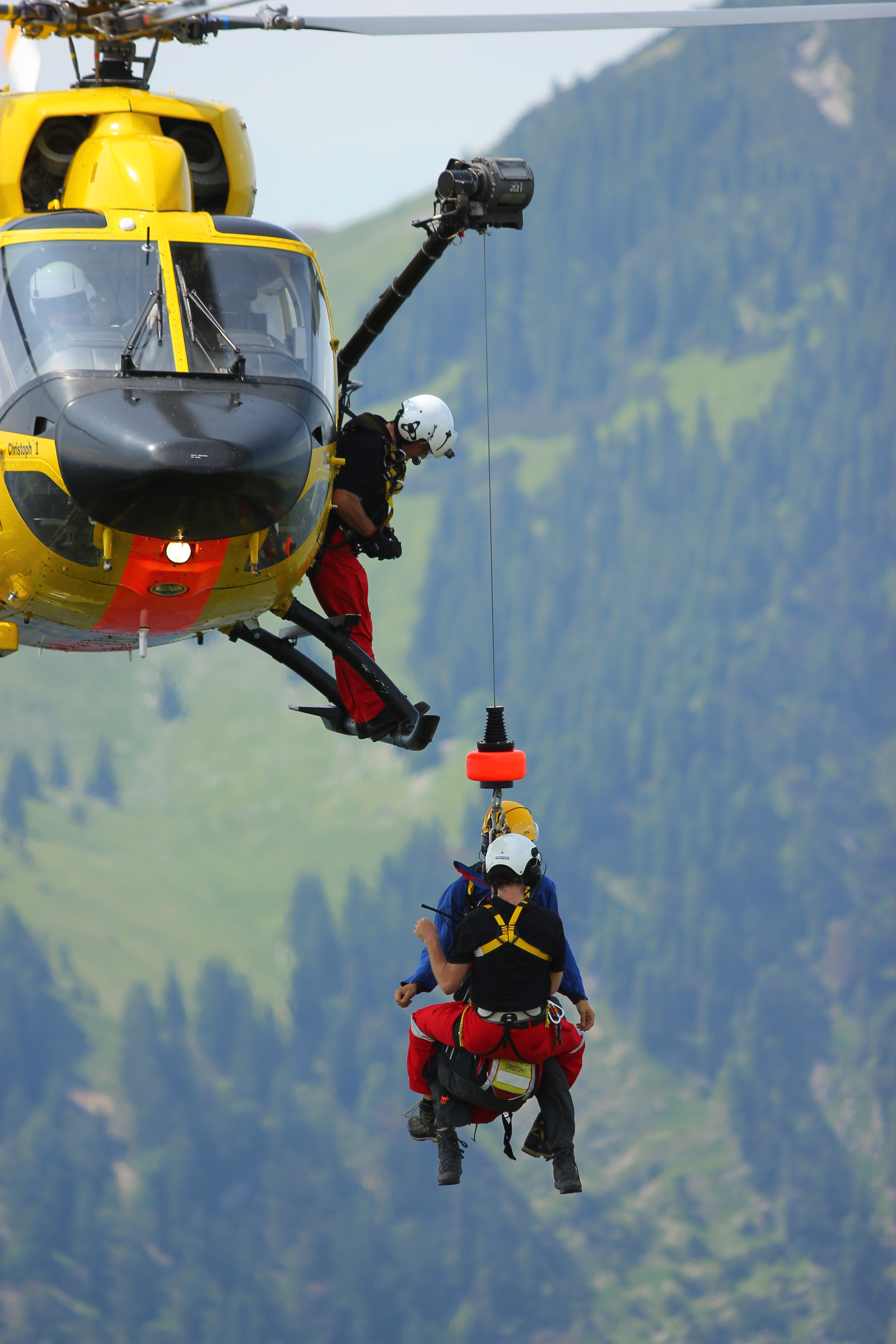
soccorso con verricello di MBB KAWASAKI BK-117

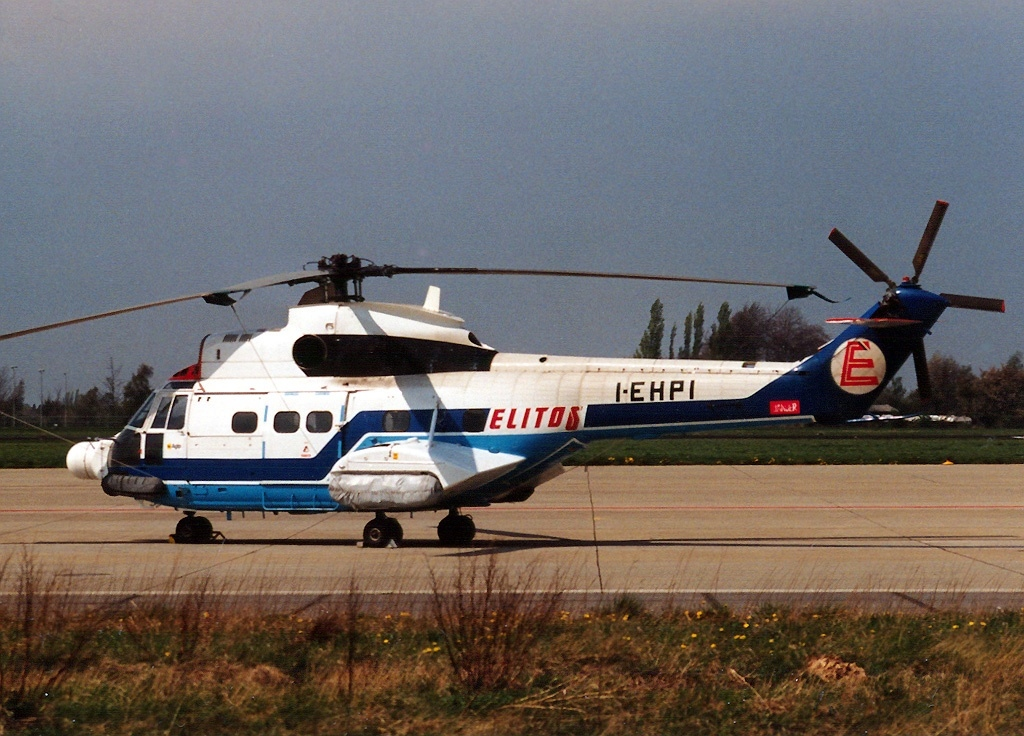
Puma utilizzato come eliambulanza in Sicilia negli anni 90

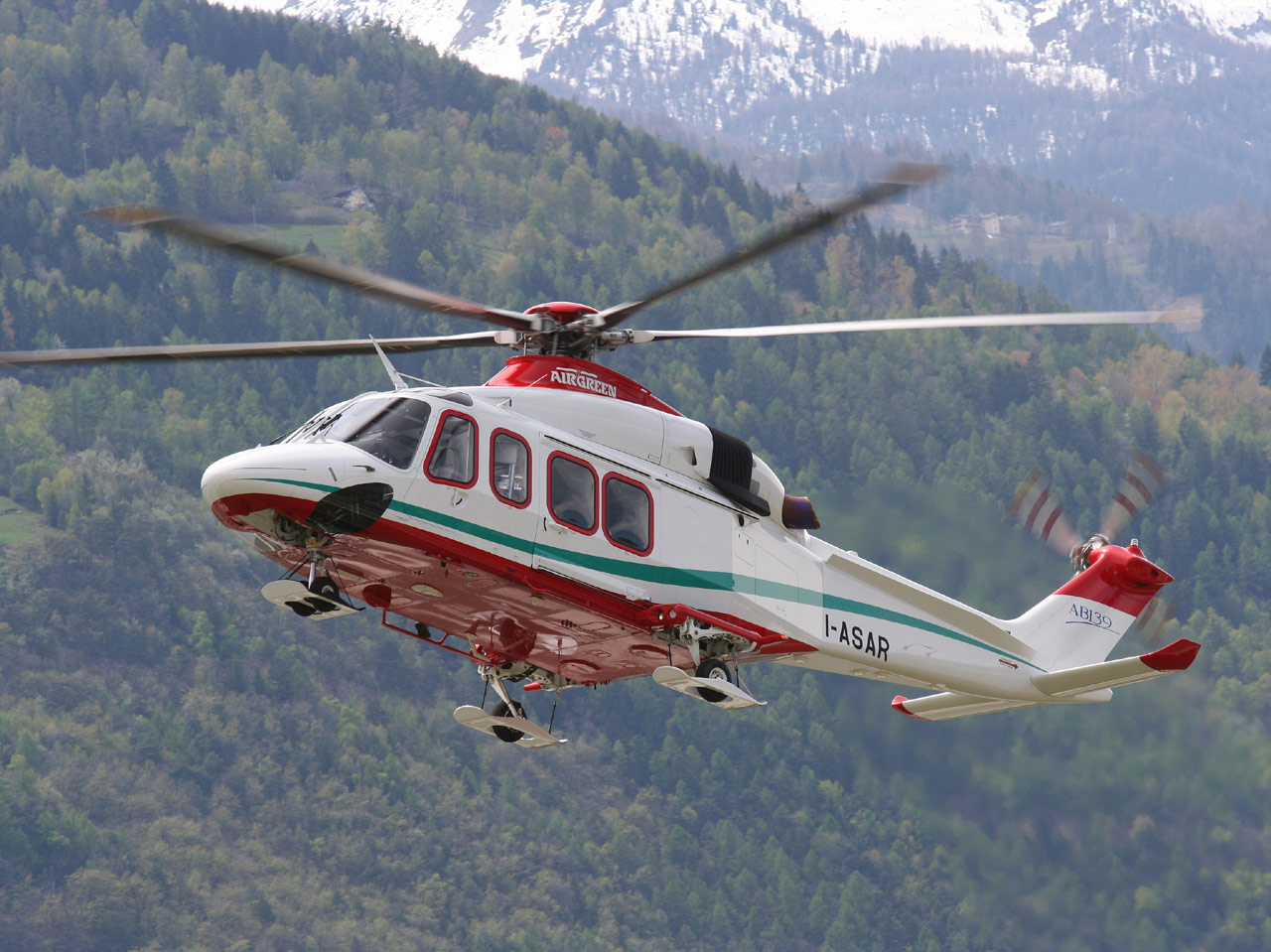
AW139 Airgreen 118 Piemonte

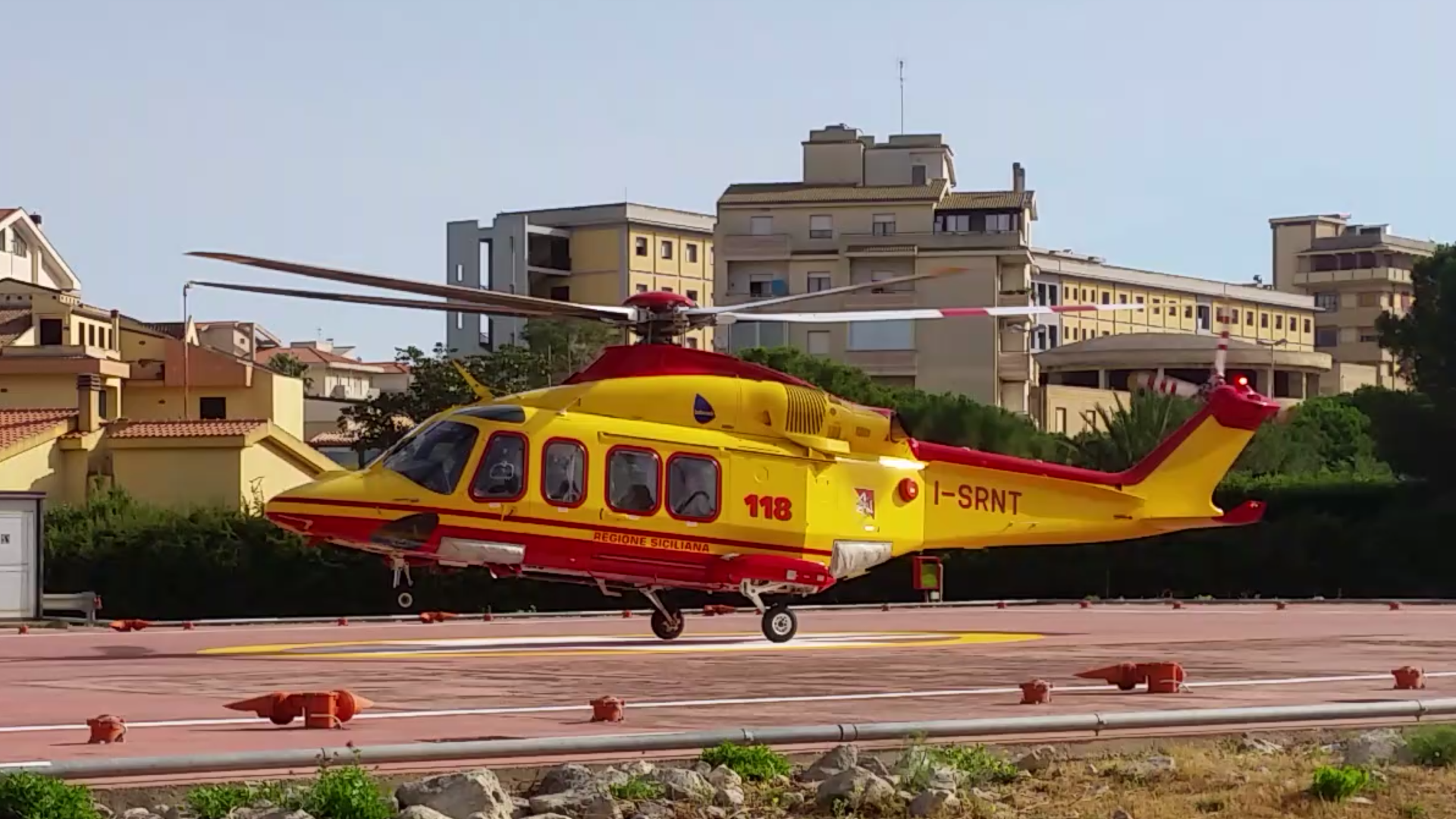
Un AW 139 impiegato come elisoccorso in Sicilia con decollo da una elisuperficie

L'elisoccorso è l'attività di soccorso effettuata mediante l'impiego di elicotteri dedicati. Scopo principale del servizio di elisoccorso è quello di portare soccorso a persone in pericolo di vita, in qualunque tipo di ambiente, urbano, marittimo e montano. Per quanto riguarda più specificamente l'elisoccorso sanitario, questo garantisce un'assistenza ad alto livello, con tempi di intervento molto rapidi, specie in località isolate o remote.
Lo stesso permette una veloce ospedalizzazione della vittima nella struttura ospedaliera più idonea, anche se questa è distante dal luogo dell'evento, da considerare inoltre come il trasporto con elicottero risulti molto più rapido, più confortevole e potenzialmente meno rischioso, specialmente per i pazienti politraumatizzati, rispetto ad un trasporto in ambulanza, le sollecitazioni cinetiche per la vittima trasportata in elicottero sono sensibilmente minori.
La dotazione di emocomponenti e plasmaderivati permette di iniziare il supporto trasfusionale, laddove necessario dal punto di vista clinico, direttamente sul luogo dell’emergenza, prima di trasferire il paziente in ospedale. Il razionale che ha portato all'implementazione di tale attività assistenziale nel preospedaliero risiede nel fatto che lo shock emorragico è una delle principali cause di morte e rappresenta fino al 50% delle morti potenzialmente prevenibili. Da alcuni anni, i servizi di elisoccorso anglosassoni hanno adottato la trasfusione direttamente sul luogo dell’emergenza e gli esiti sono assolutamente confortanti: effettuare la trasfusione sul luogo dell’incidente permette, infatti, una riduzione della mortalità preospedaliera dei traumi emorragici del 15% ed una riduzione complessiva della mortalità di oltre il 5%. Dal 2020 anche nell'Elisoccorso Italiano sono stati introdotti emocomponenti (GRC 0 neg.) inizialmente sulle Basi di Bologna, Grosseto e Bergamo, seguite a stretto giro da Foggia e Parma. 

## Tipologie di intervento
Gli interventi di elisoccorso sanitario possono essere distinti in due categorie:
- interventi primari, quando l'elicottero viene inviato direttamente sulla scena dell'incidente o del malore, eventualmente in contemporanea ad altri mezzi o squadre di soccorso, anche in ambienti impervi dove per raggiungere il Paziente viene utilizzato il verricello, in quanto non è possibile effettuare un atterraggio;
- interventi secondari, nei casi in cui l'elicottero viene impiegato per il trasporto di un paziente critico da un ospedale all'altro, tipicamente verso un centro ospedaliero dotato di strutture specialistiche assenti nel presidio inviante.

La classificazione anglosassone identifica invece:
- interventi HEMS (dall'inglese Helicopter Emergency Medical Service, Servizio Medico di Emergenza con Elicotteri): interventi di soccorso sanitario direttamente sulla scena dell'evento, quindi con atterraggio "fuori campo", ma comunque in ambiente non ostile, cioè senza impiego di tecniche particolari per il raggiungimento della vittima e il suo recupero.
- interventi SAR-HHO (dall'inglese Search and Rescue - Helicopter Hoist Operation, “interventi dell'elicottero con verricello”): intervento di salvataggio in ambiente ostile urbano, marittimo e o montano che sia, con lo scopo di recuperare una o più persone.
- interventi AA (dall'inglese Air Ambulance, aeroambulanza): quelle situazioni in cui la missione risulta pianificabile e vengono utilizzate superfici idonee per l'imbarco e lo sbarco del paziente.

L’introduzione dei visori notturni ha permesso l’evoluzione dei servizi, consentendo non solo l’atterraggio fuori campo in aeree senza illuminazione senza preventiva ricognizione, ma anche le operazioni speciali (verricello, imbarco e sbarco in hovering).

## Elicotteri impiegati
Gli elicotteri maggiormente usati per il soccorso sono:
- Agusta A109
- Agusta-Bell AB 412
- Eurocopter BK 117
- Eurocopter EC 135
- Eurocopter EC 145
- Eurocopter SA 365 (già Aérospatiale SA 365 Dauphin).
- AgustaWestland AW139
- Aérospatiale SA316b Alouette II
- AgustaWestland AW169
- Airbus Helicopters H145

## Dotazione sanitaria

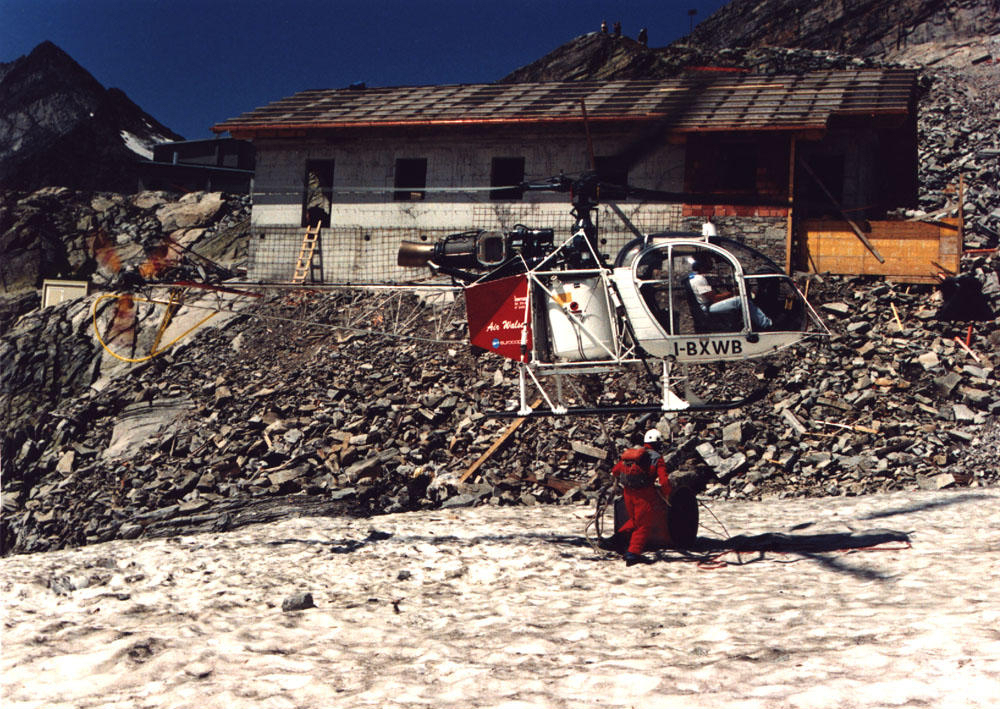
Il Lama, uno dei primi e più apprezzati elicotteri usati nelle Alpi per il soccorso

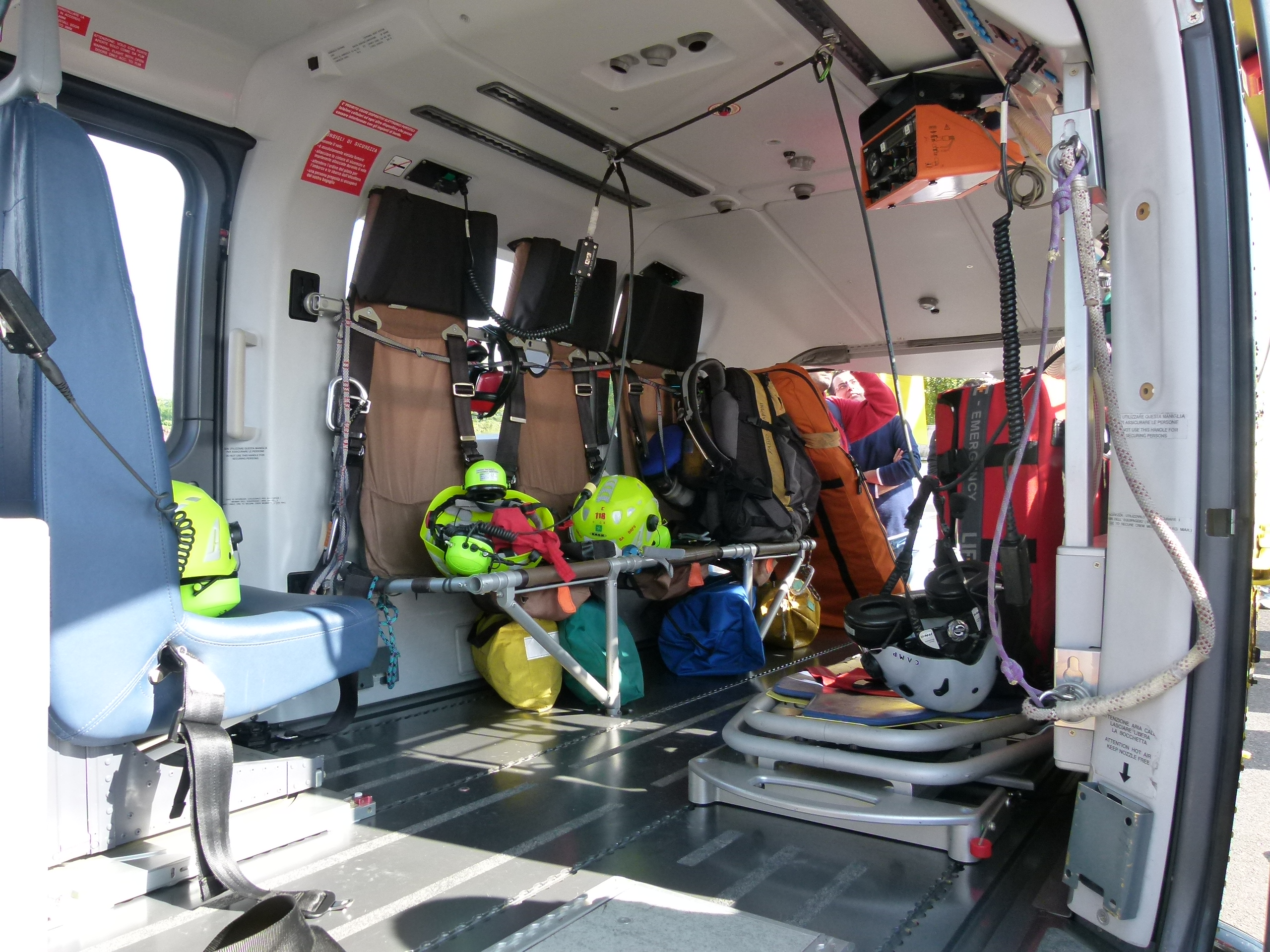
Interno di un Eurocopter EC 145 in uso al 118 lombardo

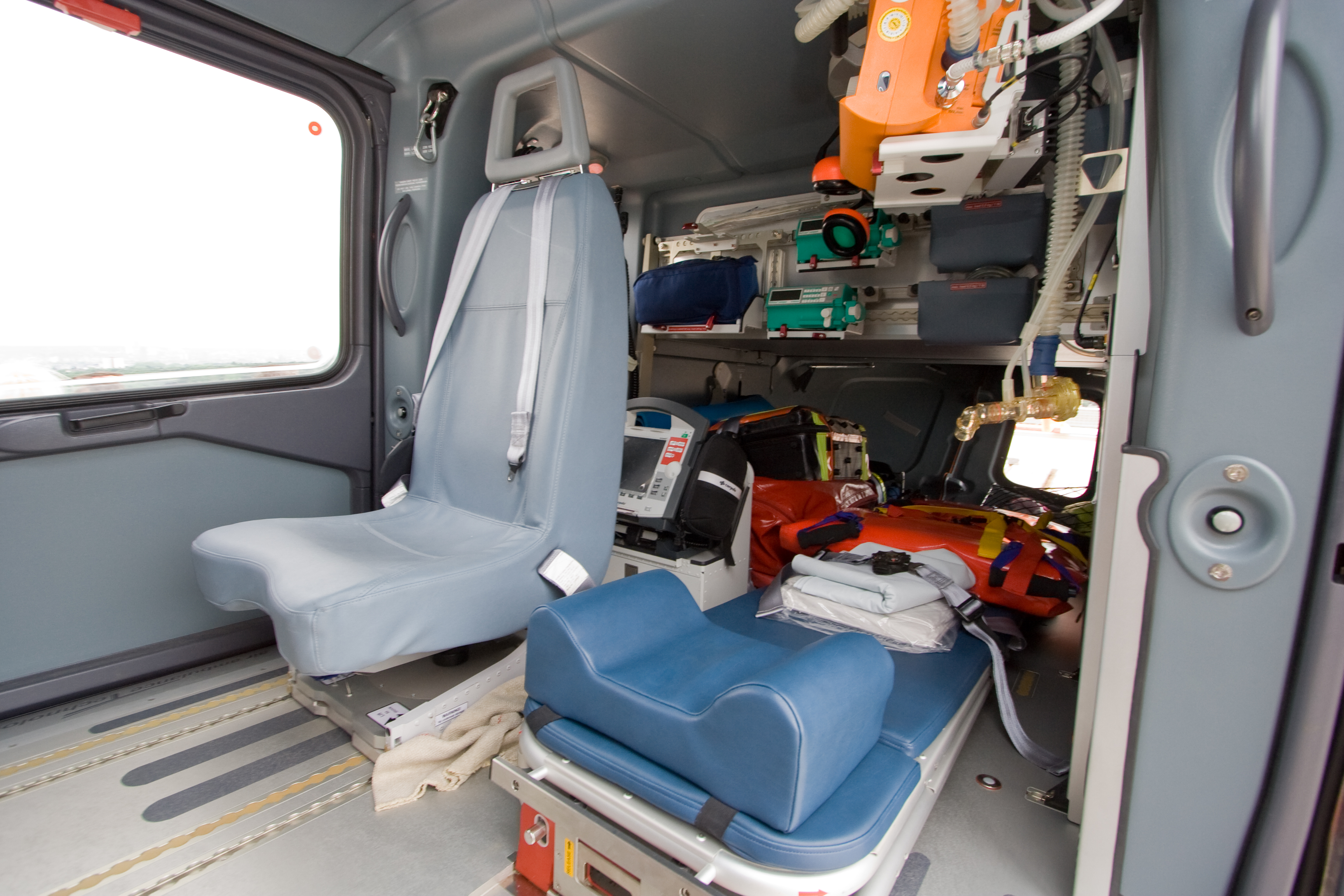
Interno di un Eurocopter EC 135

Il materiale sanitario e i farmaci in dotazione permettono l'esecuzione di manovre rianimatorie avanzate (ACLS) e il trattamento dei politraumatizzati.  A bordo sono presenti anche dei kit dedicati per situazioni particolari come pazienti ustionati, pediatrici, infettivi o con amputazioni. Per quanto riguarda il materiale medicale possono essere presenti:
- defibrillatore manuale,
- apparecchiatura per elettrocardiogramma a 12 derivazioni,
- sistemi di rilevazione di saturimetria (pulsiossimetro), pressione arteriosa invasiva e non, capnometria (EtCO2);
- ventilatore automatico;
- serbatoio e impianto per ossigenoterapia;
- aspiratore;
- pompe a siringhe per la somministrazione di farmaci.
- ecografo

Il materiale di immobilizzazione per il soccorso a traumatizzati è invece composto da:
- tavola spinale;
- barella cucchiaio;
- materassino a depressione;
- serie di collari cervicali;
- dispositivo di estricazione;
- immobilizzatori per arti (steccobende).

Per gli elicotteri impiegati in missioni SAR, inoltre, vengono imbarcate attrezzature specifiche come barella verricellabile, corde e imbracature.
Tutto il materiale di bordo è asportabile, e gli elettromedicali hanno sufficiente autonomia per operare a batteria.

## Equipaggio
La tipologia degli interventi e del servizio erogato e le prestazioni della macchina impiegata condizionano la composizione dell'equipaggio, che è generalmente composto da:
- pilota, comandante dell'elicottero;
- tecnico elicotterista o secondo pilota (obbligatorio per il volo notturno);
- tecnici del soccorso alpino, SAF o aerosoccorritori, a seconda dell'Ente che sta effettuando il soccorso e della tipologia di intervento;
- personale medico ed infermieristico: le competenze del personale sanitario a bordo variano in base al Paese dove si opera, alle esigenze di servizio e all'organizzazione del sistema di emergenza e soccorso.

La maggior parte dei servizi di elisoccorso sanitario in Italia, attualmente vede l'equipaggio composto in genere da due o tre persone, in aggiunta al pilota ed al tecnico di volo. In particolare:
- un medico, nella maggior parte dei casi un anestesista-rianimatore;oppure un medico specialista in Medicina d'Emergenza-Urgenza
- un infermiere, nella maggior parte dei casi specializzato in area critica, proveniente dalla centrale operativa 118, terapia intensiva o pronto soccorso;
- un tecnico di elisoccorso, figura professionale specialistica del CNSAS[3] (Corpo Nazionale Soccorso Alpino e Speleologico del Club Alpino Italiano), abilitato al soccorso in ambienti ostili o impervi e responsabile della sicurezza dell'équipe sanitaria.